# Nguyễn Thị Thanh An
Nguyễn Thị Thanh An (sinh 17 tháng 6 năm 1976) là một vận động viên môn cờ vua Việt Nam, và là một nữ đại kiện tướng. Cô đã đủ điều kiện tham dự giải Vô địch cờ vua thế giới 2014 (en:Women's World Chess Championship 2014) thông qua một giải đấu vùng.
Trước đó, cô đã thi đấu tại giải vô địch thế giới năm 2000, 2004 và 2008.
Tháng 4 năm 2016, chị đã giành được huy chương vàng cá nhân bàn 5 tại Giải cờ vua đồng đội châu Á.